# Ernst Theilen
Ernst Dieter Theilen (* 13. April 1940) ist ein deutscher Jurist, Ministerialbeamter und Politiker (SPD). Von 1994 bis 2001 war er Staatssekretär im Ministerium des Innern und für Sport des Landes Rheinland-Pfalz.

## Leben
Theilen studierte Rechtswissenschaft und Politikwissenschaft an den Universitäten in Genf, Berlin, Bonn und Köln. Dem folgte ein Zweitstudium der Politikwissenschaft am Genfer Hochschulinstitut für internationale Studien sowie der Besuch des „Advanced Management Program“ (AMP) der Harvard Business School in Boston. Im Jahr 1968 wurde er an der Kölner Universität mit dem Dissertationsthema Der Bund und die Förderung innerdeutscher Kulturaufgaben zum Doktor der Rechte promoviert.
Theilen trat in die SPD ein und arbeitete unter anderem als persönlicher Referent für den Bundestagsabgeordneten Wilhelm Dröscher. In den Jahren 1982 bis 1994 war er Landrat des Landkreises Birkenfeld. Vom 21. November 1994 bis zum 18. Mai 2001 amtierte er als Staatssekretär im Ministerium des Innern und für Sport des Landes Rheinland-Pfalz.
Nach seinem Eintritt in den Ruhestand betätigte er sich als Unternehmensberater.
Ernst Theilen ist seit 1967 verheiratet und hat zwei erwachsene Kinder.